# Sándor Egervári
Sándor Egervári (Pomáz, 15 luglio 1950) è un allenatore di calcio ed ex calciatore ungherese, di ruolo difensore.

## Palmarès

### Allenatore

#### Club

##### Competizioni nazionali
- Campionato ungherese: 3

MTK Hungária: 1998-1999
Dunaferr: 1999-2000
MTK Budapest: 2002-2003
- Supercoppa d'Ungheria: 1

MTK Budapest: 2003

#### Individuale
- Allenatore ungherese dell'anno: 6

1996, 1999, 2000, 2001, 2003, 2009
- Allenatore ungherese dell'anno di ogni disciplina: 1

2009